# 皇朝疆土
皇朝疆土（越南语：／）是1950年—1955年在今越南西原高原地區存在的一個特殊自治區域，包括今崑嵩省、嘉萊省、多樂省、得農省和林同省。

## 歷史

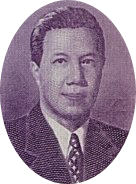
1953年的保大

1950年4月15日，越南國國長保大發佈第6號諭旨，下令在西原五省成立一個特殊的自治區，叫作“皇朝疆土”。在皇朝疆土內，保大使用“皇帝”稱號。
皇朝疆土管轄的西原5省分別是：崑嵩省、波來古省、多樂省、林園省和同狔上省。同時，第6號諭旨將北越的泰族自治區（山羅省、萊州省）、芒族自治區（和平省）、農族自治區（海寧省）、土族自治區（北𣴓省、高平省、諒山省）和苗族自治區（老街省、河江省）也納入皇朝疆土的範圍。
皇朝疆土實行有別於越南國其他省份的政策，限制越南人移民皇朝疆土，繼續任命法國人擔任皇朝疆土的官員。這些政策飽受越南人批評。
1954年8月10日，皇朝疆土的決策機構被廢除。1955年3月11日，吳廷琰首相通過國長保大的第21號諭旨，正式廢除皇朝疆土，並將皇朝疆土併入越南國政府系統，取消了法國人和國長保大在西原高原的特殊權力。